# Angelo Emo
Angelo Emo (3. ledna 1731 – 1. března 1792) byl benátský šlechtic, úředník a admirál. Byl úspěšným reformátorem benátského námořnictva a námořním velitelem, takže je považován za posledního velkého admirála Benátské republiky.
Jako potomek významné rodiny získal Emo vynikající vzdělání a svou námořní kariéru začal jako kadet v roce 1752. Pro své schopnosti rychle postupoval a o dva roky později se stal kapitánem řadové lodi. V roce 1758 byl pověřen zabezpečením návratu obchodního konvoje z Londýna v čele eskadry tří lodí. Bouře jeho lodi vážně ohrozila a poškodila, ale podařilo se zabránit jejich ztroskotání. Emo přitom dokázal své odhodlání a námořnické umění a vysloužil si uznání v zahraničí i doma. Po návratu do Benátek v roce 1759 během následujících let střídal námořní velení a úřady v Benátkách, ve kterých vždy prováděl modernizační a reformní politiku. Jako námořní velitel vedl benátské loďstvo během demonstrací síly proti státům na západním středomořském pobřeží Afriky a také sledoval ruské loďstvo v rusko-turecké válce v letech 1768–1774.
V roce 1775 navrhl námořní reformy založené na postupech britského královského námořnictva, ale nebyl schopen je převést do praxe až do roku 1782, kdy se stal velitelem Benátského arzenálu: zavedl nové techniky, zlepšil výcvik a žoldy a nechal postavit nové válečné lodě. V letech 1784–1785 velel Emo benátské flotile během řady nájezdů na přístavy tuniského bejlíku v odvetu za korzárské útoky na lodě plující pod benátskou vlajkou, ale jeho žádosti o vylodění a dobytí Tunisu byly zamítnuty. Poslední roky svého života strávil na námořních hlídkách proti pirátům a po krátké nemoci dne 1. března 1792 zemřel. Jeho tělo bylo vráceno do Benátek, kde se mu dostalo velkolepého pohřbu a na jeho počest byl vztyčen pomník od sochaře Antonia Canovy.